# Нахлупин, Виталий Германович
Виталий Германович Нахлупин (род. 16 апреля 1966 года, Макеевка, Украинская ССР) — украинский и российский государственный деятель, предприниматель, стоматолог, политик.
Заместитель председателя Совета министров Республики Крым с 20 января 2016 по 17 октября 2018.

## Биография
Родился 19 апреля 1966 года в Макеевке.

### Образование и трудовая деятельность
В 1988 году окончил Донецкий медицинский институт, в 2004 году — Международный институт бизнеса.
В 1988—1989 годах — врач-интерн, стоматолог стоматологической поликлиники N 1 г. Макеевки. В 1989—1994 годах — врач-стоматолог-хирург, временно исполняющий обязанности заведующего филиалом стоматологической поликлиники N 5 г. Макеевки.
В 1994—2010 годах занимал руководящие должности в различных коммерческих фирмах.

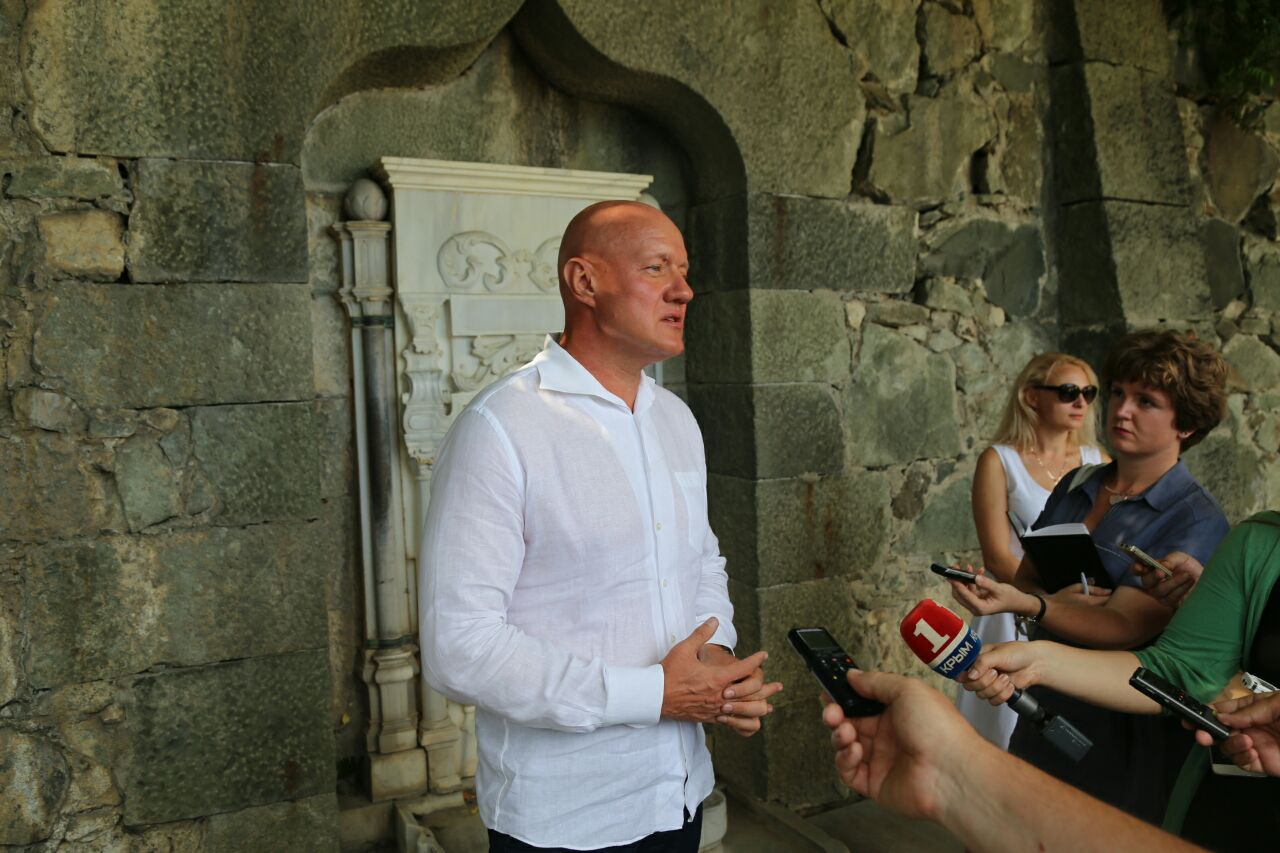
Виталий Нахлупин даёт интервью журналистам

### Политическая деятельность
Депутат Верховного Совета Автономной Республики Крыма 6-го созыва (2010—2014).
С сентября по ноябрь 2010 года Генеральный директор Крымского государственного производственного предприятия «Крымтроллейбус».
С 16 ноября 2010 года по 16 февраля 2011 года — председатель Постоянной комиссии Верховной Рады Автономной Республики Крым по экономической, бюджетно-финансовой и налоговой политике. С 16 февраля 2011 года — Председатель Постоянной комиссии по бюджетной, экономической и инвестиционной политике.
С сентября 2014 года занимал должность председателя комитета государственного совета Республики Крым по экономической, бюджетно-финансовой и налоговой политике.
В январе 2016 года назначен заместителем Председателя Совета министров Республики Крым, сфера ответственности — работа финансового блока правительства, а также отвечал за дорожное строительство и реализацию федеральной целевой программы социально-экономического развития Республики.

### Арест
17 октября 2018 года был задержан в Москве. Следствие инкриминирует Виталию Нахлупину систематическое получение взяток, всего на сумму 5 миллионов рублей . Уголовное дело в отношении вице-премьера заведено по части 6 статьи 290 УК РФ — получение взятки в особо крупном размере.
Также по подозрению в коррупции были задержаны экс-первый заместитель Госкомитета конкурентной политики Крыма Ярослав Сливка и бывший исполняющий обязанности заместителя министра транспорта Республики Валентин Дукорский.

### Состояние
Виталий Нахлупин — один из самых состоятельных чиновников Крыма. За 2017 год он задекларировал многочисленное имущество: 2 квартиры (площадью 142 м2 и 79 м2), дом площадью 200 м2, оформленный на несовершеннолетнего ребёнка на территории Украины, земельный участок (900 м2) и два паркоместа в Крыму. Также есть шесть дорогих автомобилей: Mercedes Benz S550, Porsche 911, Porsche Cayenne, Toyota Camry, BMW X6 и Volkswagen Touareg.

## Награды и звания
- Почетная грамота Президиума Верховной Рады Автономной Республики Крым (2013)
- Орден «За верность долгу» (13 марта 2015) — за особые заслуги при выполнении служебного и гражданского долга, безупречное исполнение служебных обязанностей, мужество, самоотверженность и инициативу, проявленные в период организации и проведения общекрымского референдума
- Заслуженный экономист Республики Крым (2015)
- Медаль «За доблестный труд» (2017)[14]

## Семья
- Жены: Виктория Майстренко; бывшая — Людмила Нахлупина (живёт в Киеве)[15].
- Имеет троих детей.